# Ребека (роман)
Ребека (енгл. Rebecca) је готички роман из 1938. године који је написала енглеска ауторка Дафне ди Морије. Роман прати неименовану младу жену која се нагло удаје за богатог удовца, пре него што открије да и њега и његово домаћинство прогања сећање на његову покојну прву жену, насловну јунакињу.
Као најпродаванији бестселер који никада није изашао из штампе, Ребека је продата у 2,8 милиона примерака између објављивања 1938. и 1965. године. Више пута је адаптирана за позориште и филм, укључујући и представу из 1939. коју је написала лично Дафне ди Морије, филм Ребека (1940), у режији Алфреда Хичкока, који је освојио Оскара за најбољи филм, и римејк из 2020. у режији Бена Витлија. Прича је успешно адаптирана и у виду мјузикла.
Роман је упамћен по лику госпође Денверс, имању Мендерлеј, и уводној реченици: „Ноћас сам, у сну, опет била у Мендерлеју”.

## Радња
Запослена као пратилац богате Американке на одмору у Монте Карлу, неименована нараторка, наивна млада жена у раним двадесетим, упознаје се са богатим Енглезом Максимом де Винтером, 42-годишњим удовцем. Након двонедељног удварања, она пристаје да се уда за њега и, након венчања и меденог месеца, прати га у његову вилу у Корнволу, прелепо имање Мендерлеј.
Госпођа Денверс, злокобна домаћица, била је дубоко одана првој госпођи де Винтер, Ребеки, која је умрла током једрења око годину дана пре него што су се Максим и друга госпођа де Винтер упознали. Она непрестано покушава да психолошки поткопа нараторку, суптилно јој сугеришући да никада неће достићи лепоту, отменост и шарм које је поседовала њен претходница. Кад год нараторка покуша да изврши промене у Мендерлеју, госпођа Денверс описује како је Ребека водила имање док је била жива. Уплашена импозантним понашањем госпође Денверс и непоколебљивим поштовањем других чланова друштва југозападне Енглеске према Ребеки, нараторка постаје изолована.
Нараторка се убрзо увери да се Максим каје због своје нагле одлуке да се ожени њом и да је још увек дубоко заљубљен у наизглед савршену Ребеку. У покушају да му угоди, уз помоћ госпође Денверс организује бал у костимима у Мендерлеју, обичај који је Ребека започела. На предлог госпође Денверс, нараторка носи реплику хаљине приказане на портрету једне од бивших станарки куће, не знајући да је Ребека носила исти костим непосредно пре своје смрти. Када нараторка уђе у предсобље и Максим угледа хаљину, љутито јој нареди да се пресвуче.
Убрзо након бала, госпођа Денверс открива свој презир према нараторки, верујући да покушава да замени Ребеку, и открива своју дубоку, нездраву опсесију преминулом господарицом. Госпођа Денверс покушава да натера нараторку да изврши самоубиство охрабрујући је да скочи кроз прозор. Међутим, она је прекинута пре него што нараторка то учини немиром изазваним оближњим бродоломом. Ронилац који истражује стање трупа насукалог брода такође открива остатке Ребекине једрилице, у коме се још увек налазе њени посмртни остаци, упркос томе што је Максим идентификовао други леш који је испливало на обалу убрзо након Ребекине смрти.
Ово откриће наводи Максима да призна нараторки да је његов брак са Ребеком био превара. Ребека је, открива Максим, била окрутна и себична жена која је манипулисала свима око себе да верују да је савршена жена и узор врлине. У ноћи своје смрти, рекла је Максиму да је трудна са дететом другог мушкарца, које ће одгајати под изговором да је Максимово, а он ће бити немоћан да је заустави. У бесу, Максим ју је упуцао и убио. Затим се решио њеног тела тако што га је ставио у њену једрилицу, коју је потом потопио у море. Нараторки је лакнуло када чује да ју је Максим одувек волео, а Ребеку никада.
Ребекина једрилица је подигнута и откривено је да је намерно потопљена. Уследела истрага доноси пресуду о самоубиству. Међутим, Ребекин рођак и љубавник, Џек Фавел, покушава да уцени Максима, тврдећи да има доказ да она није намеравала да изврши самоубиство на основу поруке коју му је послала оне ноћи када је умрла. Откривено је да је Ребека посетила лекара у Лондону непосредно пре смрти, вероватно да би потврдила трудноћу. Када пронађу тог доктора, он открива да је Ребека имала рак и да би умрла за неколико месеци. Штавише, због малформације њене материце никада не би могла да затрудни. Максим претпоставља да га је Ребека, знајући да ће умрети, изманипулисала да је брзо убије. Госпођа Денверс је након истраге изјавила да се Ребека није плашила ничега осим дуготрајне смрти.
Максим се осећа злослутно и инсистира да се одмах врате у Мендерлеј. Међутим, пре него што угледа кућу, јасно је по сјају на хоризонту и пепелу ношеном ветром да гори.

## Ликови

### Главни
- Нараторка/друга госпођа де Винтер: Бојажљива, наивна жена из средње класе у својим раним двадесетим, која ужива у сликарству. Ни њено име ни девојачко презиме се не откривају. Ословљавају је као „моја жена”, „госпођа де Винтер”, „моја драга” итд. Једини случај када је представљена именом је пред маскенбал, када се обукла као преткиња де Винтерових и када је представљена као „Керолајн де Винтер”, иако то очигледно није њено име. Она се потписује као „госпођа М. де Винтер”, користећи Максимов иницијал. На почетку романа добија писмо и примећује да је њено име исправно написано, што је „било необично”, сугеришући да је њено име неуобичајено, страно или сложено. Док јој се удвара, Максим јој даје комплименте за њено „љупко и необично име”. Упркос својој плашљивости, она постепено сазрева током романа, одбијајући да више буде жртва Ребекиног фантомског утицаја и постаје снажна, самопоуздана жена.
- Максимилијан „Максим” де Винтер: Резервисани, неемотивни власник Мендерлеја. Он се жени својом новом супругом након кратке везе, али ипак показује мало наклоности према њој након брака. Емоционално је погођен трауматичним браком са Ребеком, а његова дистанца према новој жени плаши је да ће он зажалити због брака, пошто га још увек га прогања Ребекина смрт. Максим је убио Ребеку након што му је рекла да носи дете свог љубавника, које ће он морати да одгаја као своје. Он на крају открива својој новој жени да никада није волео Ребеку, али тек после неколико месеци брака.
- Госпођа Денверс: Хладна, надмоћна домаћица Мендерлеја. Госпођа Денверс је била Ребекина породична собарица када је била дете и годинама је живела са њом. Она је нездраво опседнута Ребеком и очувањем сећања на њу. Замера новој госпођи де Винтер, уверена да покушава да „заузме Ребекино место”. Она покушава да поткопа нову госпођу де Винтер, али њени напори пропадају. Након што је њен план уништен, госпођа Денверс спаљује Мендерлеј до темеља (иако није специфицирано да је она то урадила), радије да га уништи него да дозволи Максиму да свој дом дели са другом женом.
- Ребека де Винтер: Преминула насловна јунакиња, која је мртва нешто мање од годину дана, и која се не појављује у роману. Чувена лепотица, а наизглед одана супруга и савршена домаћица, Ребека је заправо била неверна свом супругу Максиму. Њено дуготрајно присуство је преплавило Мендерлеј, где доминира посетиоцима, особљем и новом госпођом де Винтер. Кроз дијалог се полако открива да је Ребека поседовала знакове психопате: уобичајено лагање, површан шарм, стручну манипулацију, без савести и без кајања. Такође је откривено да је донекле садистична — госпођа Денверс прича да је Ребека, током тинејџерских година, окрутно избичевала свог коња док није искрварио.

### Споредни
- Френк Кроули: Вредни, послушни управник имања Мендерлеја. Резервисан и конвенционалан, он је Максимов саветник и пријатељ од поверења. Убрзо постаје добар пријатељ другој госпођи де Винтер, помажући јој да превазиђе своју сумњу у себе и стидљивост.
- Беатрис Лејси: Максимова живахна, срдачна и прорачуната сестра. Она осећа непосредну наклоност према новој госпођи де Винтер. Она је, заједно са својим братом, једна од ретких људи који су познавали Ребекину праву, подлу природу: њен муж, Џајлс, био је једна од њених жртава када је наводно покушала да га заведе.
- Џајлс Лејси: Љубазан, али помало наивни Беатрисин муж и Максимов зет. Био је један од многих мушкараца који су пали на Ребекине чари.
- Фрит: Средовечни, љубазни и одани батлер у Мендерлеју. Он је радио за породицу де Винтер од када је Максим био дечак.
- Роберт: Млади лакеј, још увек помало незрео. Фавел се сурово хвали како је осрамотио Роберта тако што га је одвео у локални паб и натерао га да се напије и флертује.
- Госпођа ван Хопер: Америчка послодавка нараторке на почетку романа. Дрска, охола, плитка и плаховита, она одседа у модерним хотелима, немилосрдно прогањајући богате и познате госте, надајући се да ће стећи њихову славу и повећати свој друштвени статус кроз дружење.
- Кларис: Неискусна, али одана и поуздана слушкиња госпође де Винтер.
- Џек Фавел: Склон пићу, подмукао и помало порочан, он је брат од тетке покојне Ребеке де Винтер, а такође је био и њен љубавник. Одрастајући заједно, они деле особине и укусе (што сугерише да ментална и емоционална нестабилност може бити присутна у њиховој породици). Максим, Беатрис и Френк га не воле и не верују му. Од Ребекине преране смрти, његов једини прави пријатељ и повереник је госпођа Денверс, коју он назива „Дени”, баш као што је и Ребека чинила.
- Пуковник Џулијан: Локални судија и председавајући истраге о правом узроку Ребекине смрти.
- Доктор Бејкер: Специјалиста за гинекологију из Улице Харли. Дан пре смрти, Ребека га је у тајности консултовала, када јој је дијагностиковао терминални рак.

## Развој
Године 1937. Дафне ди Морије је потписала уговор о три књиге са Виктором Голанцом и прихватила аванс од 1.000 фунти. Чланак из 2008. који је објавио The Daily Telegraph указује на то да се поигравала темом љубоморе пет година од њеног брака 1932. године. Почела је „тромо” и написала очајно извињење Голанцу: „Првих 15.000 речи сам поцепала са гађењем и овај књижевни побачај ме је прилично оборио.”
Њен муж, Томи „Бој” Браунинг, био је потпуковник Гренадирске гарде и они су послани у Александрију са Другим батаљоном, напуштајући Британију 30. јула 1937. године. Голанц је очекивао њен рукопис по повратку у Британију у децембру, али је она написала да се „стиди да вам каже да је нови роман спор... Мала је вероватноћа да ћу у децембру вратити готов рукопис”.
По повратку у Британију у децембру 1937, ди Морије је одлучила да Божић проведе далеко од своје породице како би написала књигу и успешно ју је предала свом издавачу мање од четири месеца касније. Описала је заплет као „злокобну причу о жени која се удаје за удовца.... Психолошки и прилично сабластан”.